# Владимировка (Тюльганский район)
Влади́мировка — село в Тюльганском районе Оренбургской области. Административный центр Чапаевского сельсовета.

## География
Село находится на расстоянии примерно 8 км (по прямой) к западу от посёлка Тюльган, административного центра района.

### Часовой пояс
Село Владимировка, как и вся Оренбургская область, находится в часовой зоне МСК+2. Смещение применяемого времени относительно UTC составляет +5:00.

## История
Село основано в 1909 году переселенцами из Уманского уезда Киевской губернии. В советское время работали колхозы «Герой труда» и им. Чапаева.

## Население
| 2010 |
| ---- |
| 356  |

### Национальный состав
Согласно результатам переписи 2002 года, в национальной структуре населения русские составляли 39 % из 370 чел., башкиры — 33 %.